# Capi di Stato della Romania
In seguito alla proclamazione della Repubblica Popolare di Romania, il compito di capo dello Stato venne affidato al presidente del Consiglio di stato, un organo collegiale eletto dalla Grande Assemblea Nazionale (il Parlamento rumeno) nel proprio seno affinché svolgesse le funzioni parlamentari negli intervalli tra una sessione plenaria e l'altra. Pertanto il capo dello Stato era il presidente del Parlamento, e assumeva il titolo ufficiale di "presidente della Grande assemblea nazionale".
La carica ufficiale di presidente della Repubblica rumena, distinta dalla presidenza del Parlamento, venne istituita nel marzo 1974.

## Repubblica Popolare (1947-1965), poi Socialista (1965-1989)
| N° | Presidente                | Presidente                | Mandato          | Mandato          | Note       |
| N° | Presidente                | Presidente                | da               | a                | Note       |
| -- | ------------------------- | ------------------------- | ---------------- | ---------------- | ---------- |
|    | Commissione presidenziale | Commissione presidenziale | 30 dicembre 1947 | 13 aprile 1948   | ad interim |
| 1° | senza cornice             | Constantin Ion Parhon     | 13 aprile 1948   | 12 giugno 1952   |            |
| 2° | senza cornice             | Petru Groza               | 12 giugno 1952   | 7 gennaio 1958   |            |
| 3° | senza cornice             | Ion Gheorghe Maurer       | 11 gennaio 1958  | 21 marzo 1961    |            |
| 4° | senza cornice             | Gheorghe Gheorghiu-Dej    | 21 marzo 1961    | 19 marzo 1965    |            |
| 5° | senza cornice             | Chivu Stoica              | 24 marzo 1965    | 9 dicembre 1967  |            |
| 6° | senza cornice             | Nicolae Ceaușescu         | 9 dicembre 1967  | 22 dicembre 1989 |            |

## Repubblica (1989-)
Nota: La Costituzione della Romania vieta ai presidenti di far parte di un partito politico nel corso del loro mandato. I partiti indicati sono quelli a cui il presidente apparteneva al momento del suo insediamento o quelli che ne hanno sostenuto la candidatura.
| N°   | Presidente       | Presidente                      | Presidente                            | Elezione                                       | Elezione                                       | Mandato                                  | Mandato          | Partito di provenienza                      |
| N°   | Presidente       | Presidente                      | Presidente                            | Data                                           | Suffragio                                      | Inizio                                   | Fine             | Partito di provenienza                      |
| ---- | ---------------- | ------------------------------- | ------------------------------------- | ---------------------------------------------- | ---------------------------------------------- | ---------------------------------------- | ---------------- | ------------------------------------------- |
| 1°   |                  |                                 | Ion Iliescu (1930–2025)               | — (Consiglio del Fronte di Salvezza Nazionale) | — (Consiglio del Fronte di Salvezza Nazionale) | 22 dicembre 1989                         | 20 giugno 1990   | Fronte di Salvezza Nazionale                |
| 1°   | 20 maggio 1990   | 12 232 498 (85,07% dei votanti) | Ion Iliescu (1930–2025)               | 20 giugno 1990                                 | 11 ottobre 1992                                |                                          |                  | Fronte di Salvezza Nazionale                |
| 1°   | 11 ottobre 1992  | 7 393 429 (61,43% dei votanti)  | Ion Iliescu (1930–2025)               | 11 ottobre 1992                                | 29 novembre 1996                               | Fronte Democratico di Salvezza Nazionale |                  |                                             |
| 2°   |                  |                                 | Emil Constantinescu (1939–)           | 17 novembre 1996                               | 7 057 906 (54,41% dei votanti)                 | 29 novembre 1996                         | 20 dicembre 2000 | Convenzione Democratica Romena              |
| (1°) |                  |                                 | Ion Iliescu (1930–2025)               | 10 dicembre 2000                               | 6 696 623 (66,83% dei votanti)                 | 20 dicembre 2000                         | 20 dicembre 2004 | Partito della Democrazia Sociale di Romania |
| 3°   |                  |                                 | Traian Băsescu (1951–)                | 12 dicembre 2004                               | 5 126 794 (51,23% dei votanti)                 | 20 dicembre 2004                         | 20 aprile 2007   | Partito Democratico                         |
| —    |                  |                                 | Nicolae Văcăroiu (ad interim) (1943–) | —                                              | —                                              | 20 aprile 2007                           | 23 maggio 2007   | Partito Social Democratico                  |
| (3°) |                  |                                 | Traian Băsescu (1951–)                | —                                              | —                                              | 23 maggio 2007                           | 6 dicembre 2009  | Partito Democratico                         |
| (3°) | 6 dicembre 2009  | 5 275 808 (50,33% dei votanti)  | Traian Băsescu (1951–)                | 6 dicembre 2009                                | 10 luglio 2012                                 | Partito Democratico Liberale             |                  |                                             |
| —    |                  |                                 | Crin Antonescu (ad interim) (1959–)   | —                                              | —                                              | 10 luglio 2012                           | 27 agosto 2012   | Partito Nazionale Liberale                  |
| (3°) |                  |                                 | Traian Băsescu (1951–)                | —                                              | —                                              | 27 agosto 2012                           | 21 dicembre 2014 | Partito Democratico Liberale                |
| 4°   |                  |                                 | Klaus Iohannis (1959–)                | 16 novembre 2014                               | 6 288 769 (54,43% dei votanti)                 | 21 dicembre 2014                         | 24 novembre 2019 | Partito Nazionale Liberale                  |
| 4°   | 24 novembre 2019 | 6 509 135 (66,09% dei votanti)  | Klaus Iohannis (1959–)                | 24 novembre 2019                               | 12 febbraio 2025                               |                                          |                  | Partito Nazionale Liberale                  |
| —    |                  |                                 | Ilie Bolojan (ad interim) (1969–)     | —                                              | —                                              | 12 febbraio 2025                         | 26 maggio 2025   | Partito Nazionale Liberale                  |
| 5°   |                  |                                 | Nicușor Dan (1969–)                   | 18 maggio 2025                                 | 6 168 642 (53,60% dei votanti)                 | 26 maggio 2025                           | in carica        | Indipendente                                |